# Rugby Club Massy Essonne
Es Rugby club Massy Essonne és un club de rugbi a 15 situat a Massy al departament de l'Essonne. Va jugar la temporada 2012-2013 a la Pro D2. Va classificar-se a l'últim lloc a la fi de la fase preliminar.